# Peter Mandorfer
Peter Mandorfer (* 19. April 1885 in Waldneukirchen, Oberösterreich; † 30. Juli 1953 in Linz, Oberösterreich) war ein österreichischer Politiker.

## Leben
Peter Mandorfer wuchs als Sohn eines Bauernehepaares in einfachen Verhältnissen heran, so dass er nach dem Besuch der Volks- und Bürgerschule im elterlichen Betrieb mitarbeiten musste. 1911 heiratete er. Im Ersten Weltkrieg kam Mandorfer als Soldat in Serbien und Russland zum Einsatz, entging jedoch der Kriegsgefangenschaft.
Unmittelbar nach seiner Rückkehr nach Österreich wurde er im Jahr 1919 zum Bürgermeister seiner Heimatgemeinde Waldneukirchen gewählt; gleichzeitig wurde er auch als Abgeordneter der Christlichsozialen Partei (CSP), in den Oberösterreichischen Landtag gewählt. 1929 folgte die Wahl zum Landtagspräsidenten und im Jahr 1932 die Wahl zum Präsidenten der Oberösterreichischen Landwirtschaftskammer.
Am 15. Mai 1936 wurde Mandorfer, der nun Mitglied in der faschistischen Vaterländischen Front war, im Kabinett von Bundeskanzler Kurt Schuschnigg zum Bundesminister für Land- und Forstwirtschaft vereidigt, ein Amt, das er bis zum 11. März 1938 bekleidete.
Während der NS-Zeit wurde Mandorfer für kurze Zeit von den Nationalsozialisten verhaftet. Nach dem Krieg wurde Mandorfer 1945, dieses Mal als Abgeordneter der neu entstandenen Österreichischen Volkspartei (ÖVP), erneut in den Oberösterreichischen Landtag gewählt. Gleichzeitig wurde er zum Ersten Landtagspräsidenten gewählt. Peter Mandorfer hatte sein Mandat bis zu seinem Tod, im Alter von 68 Jahren, inne.
Peter Mandorfer war verheiratet und hatte zwei Kinder.